# Грам-негативні бактерії

Будова клітинної стінки грам-негативних бактерій.

Грамнегати́вні бакте́рії — бактерії, що не зберігають барвник крістал-віолет під час процедури фарбування за Грамом. Грам-позитивні бактерії зберігають синій колір після промивки спиртом, тоді як грам-негативні втрачають його. При фарбуванні за Грамом після крістал-віолету зазвичай додають інший контрастний фарбник, що забарвлює грам-негативні бактерії у червоний або рожевий колір. Ця процедура фарбування корисна для класифікації бактерій на дві великі групи, що засновано на структурних відмінностях їх клітинної стінки.
Багато видів грам-негативних бактерій патогенні, тобто можуть спричинити хворобу в організмі-хазяїна. Ця вірулентність та патогенність зазвичай пов'язані з певними компонентами клітинної стінки грам-негативних бактерій, зокрема шаром ліпополісахаридів (також відомих як LPS або ендотоксини).

## Ресурси Інтернет
- Грамнегативні бактерії [Архівовано 10 березня 2016 у Wayback Machine.]
- NCBI: A Science Primer [Архівовано 6 квітня 2011 у Wayback Machine.]
- Грам-негативні бактерії, тривимірні структури білків: внутрішньої мембрани [Архівовано 8 вересня 2006 у Wayback Machine.] | зовнішньої мембрани [Архівовано 8 вересня 2006 у Wayback Machine.]